# Saint-Bonnet-les-Tours-de-Merle
 Saint-Bonnet-les-Tours-de-Merle  là một xã thuộc tỉnh Corrèze trong vùng Nouvelle-Aquitaine miền trung Pháp.